# The Shield: Świat glin
The Shield: Świat glin / Świat gliniarzy (ang. The Shield, 2002–2008) – amerykański serial telewizyjny nadawany przez stację FX Networks od 12 marca 2002 do 25 listopada 2008 roku. W Polsce emitowany na kanale AXN. Od 29 października 2015 roku emitowany na kanale Stopklatka TV.

## Opis fabuły
Serial opowiada o perypetiach detektywa Vica Mackeya i członków jego ekipy interwencyjnej, którzy robią wszystko, aby utrzymać porządek na ulicach a przy okazji zadbać o swoje interesy.

## Obsada
- Michael Chiklis – Detektyw Vic Mackey
- Walton Goggins – Detektyw Shane Vendrell
- Kenny Johnson – Detektyw Curtis Lemansky
- David Rees Snell – Detektyw Ronnie Gardocki
- Benito Martinez – David Aceveda
- CCH Pounder – Kapitan Claudette Clyms
- Jay Karnes – Detektyw Holland Wagenbach
- Catherine Dent – Sierżant Danielle Sofer
- Michael Jace – Oficer Julien Lowe